# کرمبتس
کرمبتس (به آلمانی: Krembz) یک شهر در آلمان است که در نوردوست‌مکلنبورگ واقع شده‌است. کرمبتس ۹۷۴ نفر جمعیت دارد.